# Толстое (Сумская область)
Толстое (укр. Товсте) — село, Саевский сельский совет, Липоводолинский район, Сумская область, Украина.
Код КОАТУУ — 5923285608. Население по переписи 2001 года составляло 110 человек.

## Географическое положение
Село Толстое находится на расстоянии в 1 км от сёл Голуби и Саи. По селу протекает пересыхающий ручей с запрудой. Рядом с селом проходит газопровод Уренгой — Помары — Ужгород.